# Peoples's Viennaline

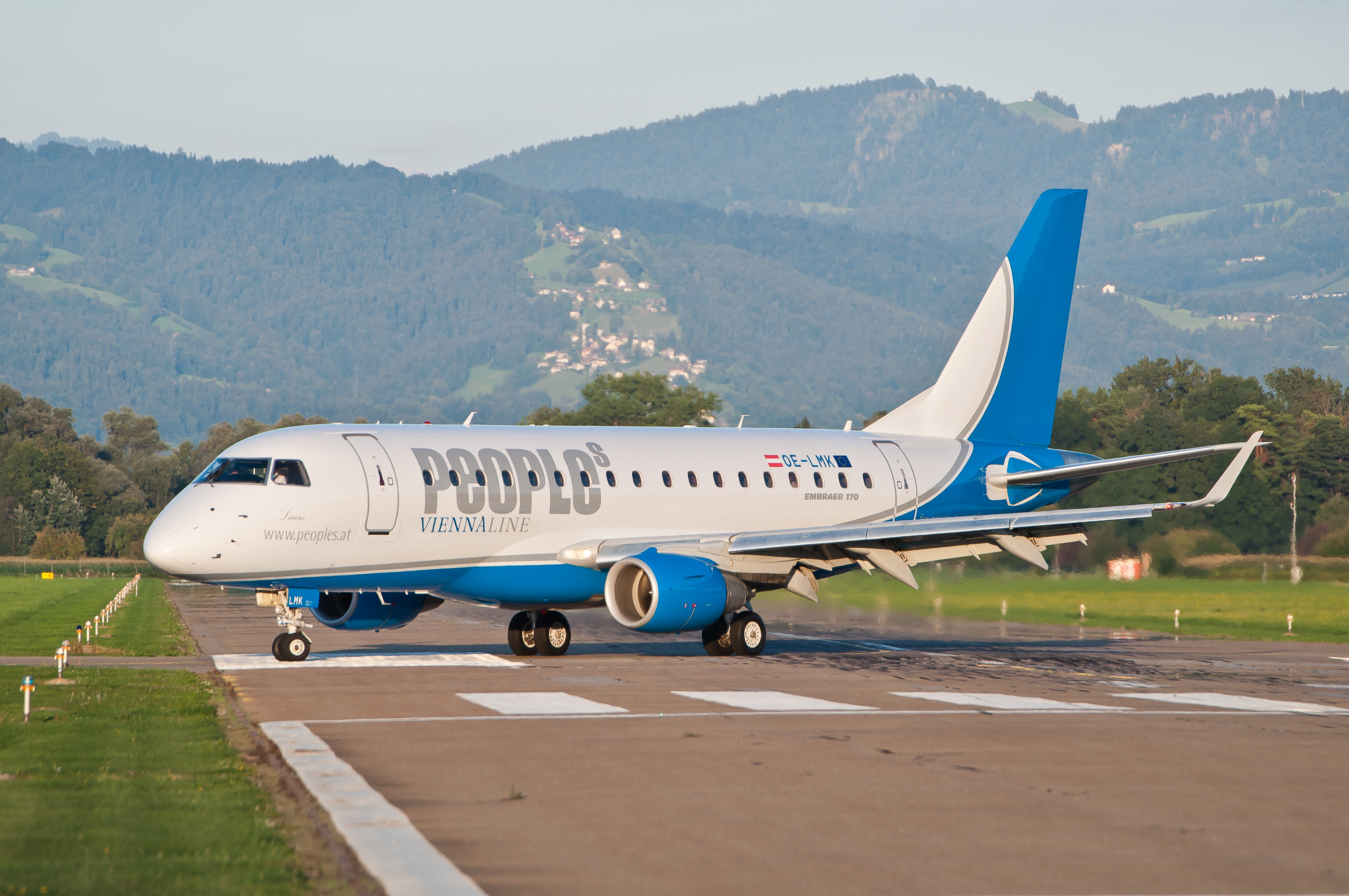
Jediny letoun léto společnosti – Embraer 170, v roce 2011

People's Viennaline je regionální rakouská letecká společnost se sídlem ve Vídni. Hlavním leteckou základnou této aerolinie je letiště St. Gallen, kam podniká své pravidelné linky z Vídně. Byla založena v roce 2010, přičemž první let podnikla v roce 2011.
Společnost operuje denně nejkratší mezinárodní let trvající pouze 8 minut, z letiště letiště St. Gallen (St. Gallen) na letiště Friedrichshafen (Friedrichshafen). Linka zkracuje lidem cestu kolem Bodanského jezera, která autem trvá přibližně 1 hodinu a 10 minut. Cestující dále mohou pokračovat do Kolína nad Rýnem.

## Flotila
V listopadu 2016 společnost provozovala tři letadla. Průměrné stáří flotily bylo 9,9 let: